# 攻撃 (軍事)
攻撃（こうげき、英: attack）とは、我の目的を敵に強制するために戦力を行使する積極的な戦闘行動である。

## 概観
ここでは陸海空各軍の攻撃を概観する。

## 攻撃の理論
攻撃は、最も広い意味で、相手の領域や資産、住民に対して脅威を与えることを目的とした戦闘行動の方法を指す。攻撃は政策・戦略的、作戦的、戦術的な次元のどれにおいても勝敗を左右する重要な行動である。政策や戦略においては征服(conquest)や侵略(invasion)、作戦術では攻勢作戦(offensive operations)と呼ばれるものと区別すれば、攻撃とは戦術学における防御の対概念と位置づけることができる。この戦術的な意味での攻撃は敵地への侵攻、緊要地形の占領、敵の戦力の撃滅などを目的として実施される。攻撃はその目標や方法によって種類が異なるが、応急攻撃(hasty attack)や周密攻撃(prepared attack)、正面攻撃(frontal attack)と側面攻撃(flank attack)、主攻(main attack)と助攻(supporting attack)などと適時呼び分けることもあるが、準備時間や攻撃経路などはいずれも攻撃の本質を示唆しているわけではない。

### クラウゼヴィッツの攻撃理論
攻撃という戦闘行動の価値についてカール・フォン・クラウゼヴィッツは戦闘の究極的な目的を達成する重要な手段であると分析している。彼の見解によれば、戦闘では敵の戦闘力を失わせて完全な軍事的優位を確立することこそが最も基本的な目的であり、敵地を占領することや住民を支配することなどは二義的な目的でしかない。攻撃とは戦闘本来の目的を達成することを可能とする決定的な方法であり、それは敵の精神的、物質的な戦闘力を喪失させる方法である。ただし、攻撃を実施する際には限界点が存在することもクラウゼヴィッツは論している。攻撃を連続して実施すると戦果の拡張とともに戦闘力の消耗が著しくなっていき、ある時点を境に攻撃によって得られる戦果と被る損害の量が逆転する事態が生じる。その一時点を指して攻勢終末点と呼び、防御へ転換するべき時点だと考えられている。また兵員や装備が均等である場合、防御に対して攻撃は理論的に不利であることも述べられている。

### 攻撃に関する研究史
攻撃を成功させるための条件として、火力の集中だけではなく、しばしば敵に対して体系的な機動を行うことが挙げられる。フォラールは戦闘を左右する要素として火力に留意しながらも、より突撃力の威力を重視していた。そしてギリシア・ローマの戦史研究を通じて迅速かつ強力な打撃を与えるために、敵の戦闘陣の中央を突破できる縦隊が望ましいと分析している。機動を重視する学説はギベールによっても支持されており、彼は部隊編制、戦闘陣、行軍の方式を見直して可能な限り部隊の機動力を向上させるべきだと考えた。そのことで様々な状況に応じて敵に迅速に先制攻撃を行うことを目指していた。
一方でモルトケは攻撃の理想的なあり方として防御によって敵を撃退した後に包囲殲滅戦を実施することを主張し、そのために各部隊が協調を維持させようとした。モルトケの後にシュリーフェンも敵の側背を志向する攻撃、すなわち包囲こそが攻撃の原理であると繰り返し主張している。一方で敵と正面から対決して突撃や包囲を行うのではなく、リデル・ハートにより間接的な攻撃である迂回の有効性が主張される。いずれの議論でも攻撃においてどのような機動を選択するかが中心的な論点となっている。

## 攻撃の実践

### 応急攻撃
応急攻撃(Hasty attack)とは遭遇戦における攻撃を言う。遭遇戦とは部隊の戦闘展開が不完全な状態で発生する戦闘であるが、移動中に突発的に発生する場合もある。全く予想していない敵と遭遇する場合は不期遭遇戦と呼ぶ。応急攻撃を行う場合は敵味方共に状況不明に陥ることが多い。その経過は極めて迅速に発展するため、速やかに部隊を戦闘展開して対応しなければならない。

### 陣地攻撃
陣地攻撃（周密攻撃）とは敵が戦闘陣地・要塞などに立て篭もり、防御行動を準備している状況において行われる準備された攻撃である。その攻撃においては基本的に敵の正面を避けて迂回することが原則となる。なぜなら、正面から攻撃するよりも、迂回するほうが攻撃側の利点である機動力を発揮することができるからである。

### 戦果拡張
戦果拡張(Exploitation)とは攻撃によって得られた利益を拡張することを狙った、追撃にまでは至らない追加的な攻撃である。攻撃の成功に引き続き、敵の防御の再編、敵部隊の離脱を妨害することで、目標を占領し、敵部隊を撃滅することが可能である。

### 追撃
追撃とは退却する敵に対して追跡して加える攻撃である。敵の後方を追尾して行う追尾追撃と、敵の退却と並行する別路を移動して行う平行追撃がある。この追撃を実行する場合は、敵の退却の状況を的確かつ速やかに把握し、時期を逃さないことが重要である。敵は退却に先立って一部の部隊による攻撃を行い、その間に本隊の離脱を図る場合がある。この場合、捕虜・スパイ、偵察員などから情報を収集し敵の状況を正確に把握する手段を講じなければ成らない。

### 逆襲
逆襲(counterattack)とは敵の攻撃を受けた場合、これを防御した上で行われる攻撃であり、攻撃転移の手段である。これを行うことは効果的な防御戦闘に欠かせないが、非常に戦機を見極めることが重要である。それゆえ、優秀な指揮官の指揮統制の下で実行する場合は作戦計画、他正面の防御や遅滞作戦、攻撃中の部隊との連携に注意することが不可欠である。

### 襲撃
襲撃(Raid)とは敵地において拠点や土地の占領ではない特定の目的のために行われる限定的な目標に対する攻撃である。例えばこれは敵の戦略要地の破壊、敵の指揮系統欺瞞や後方攪乱などが目的となって実行される。古今東西に渡って見られる例として敵の継戦能力を効果的に削ぐのを目的に補給物資が狙われることが多い。襲撃部隊は作戦目標を達成した後はその場にとどまらず、速やかに撤収して友軍と合流する。